# Diecezja Saint Joseph
Diecezja Saint Joseph (łac. Dioecesis Sancti Iosephi, ang. Diocese of Saint Joseph) - historyczna diecezja Kościoła rzymskokatolickiego w metropolii Saint Louis w Stanach Zjednoczonych. Położona była w stanie Missouri pomiędzy rzekami Missouri i Chariton. 

## Historia
Diecezja została kanonicznie erygowana 3 marca 1868 roku przez papieża Leona XIII na prośbę biskupów amerykańskich zgromadzonych na II Synodzie Plenarnym w Baltimore. Wyodrębniono ją z terenów archidiecezji Saint Louis. Pierwszym ordynariuszem został kapłan pochodzenia irlandzkiego John Joseph Hogan. Do diecezji należało wówczas ok. 3000 wiernych i 5 kapłanów. W roku 1913 w diecezji było 8 parafii i 12 księży. Diecezja została zlikwidowana 2 lipca 1956 podczas reorganizacji struktur kościelnych w Missouri. Większość jej terenów włączona została do nowo utworzonych diecezji Jefferson City i Springfield-Cape Girardeau, a pozostałe tereny przeszły w jurysdykcję diecezji Kansas City-Saint Joseph. Katedra w St. Joseph została konkatedrą tejże diecezji.

## Ordynariusze
- John Joseph Hogan (1868–1880) - w latach 1880-1893 administrator apostolski diecezji
- Maurice Francis Burke (1893–1923)
- Francis Gilfillan (1923–1933)
- Charles Hubert Le Blond (1933–1956)